# Lycia (djur)
Lycia är ett släkte av fjärilar som beskrevs av Jacob Hübner 1825. Lycia ingår i familjen mätare, Geometridae.

## Dottertaxa tillLycia, i alfabetisk ordning[1][2]
- Lycia alpina Sulzer, 1776
- Lycia degtjarevae  Viidalepp, 1986
- Lycia flavantennata  (Wehrli, 1933)
- Lycia florentina  (Stefanelli, 1882)
- Lycia graecarius  (Staudinger, 1861)
- Lycia hirtaria (Clerck, 1759), Lurvig vintermätare
- Lycia incisarius  (Lederer, 1870)
- Lycia isabellae  (Harrison, 1914)
- Lycia lapponaria  (Boisduval, 1840), Lapsk vintermätare
- Lycia necessaria  (Zeller, 1849)
- Lycia pomonaria  (Hübner, 1790), Björkvintermätare
- Lycia rachelae  (Hulst, 1896)
- Lycia suleimania  (Wehrli, 1938)
- Lycia ursaria  (Walker, 1860)
- Lycia ypsilon (Forbes, 1885)
- Lycia zonaria ([Denis & Schiffermüller], 1775), Hedvintermätare

## Bildgalleri

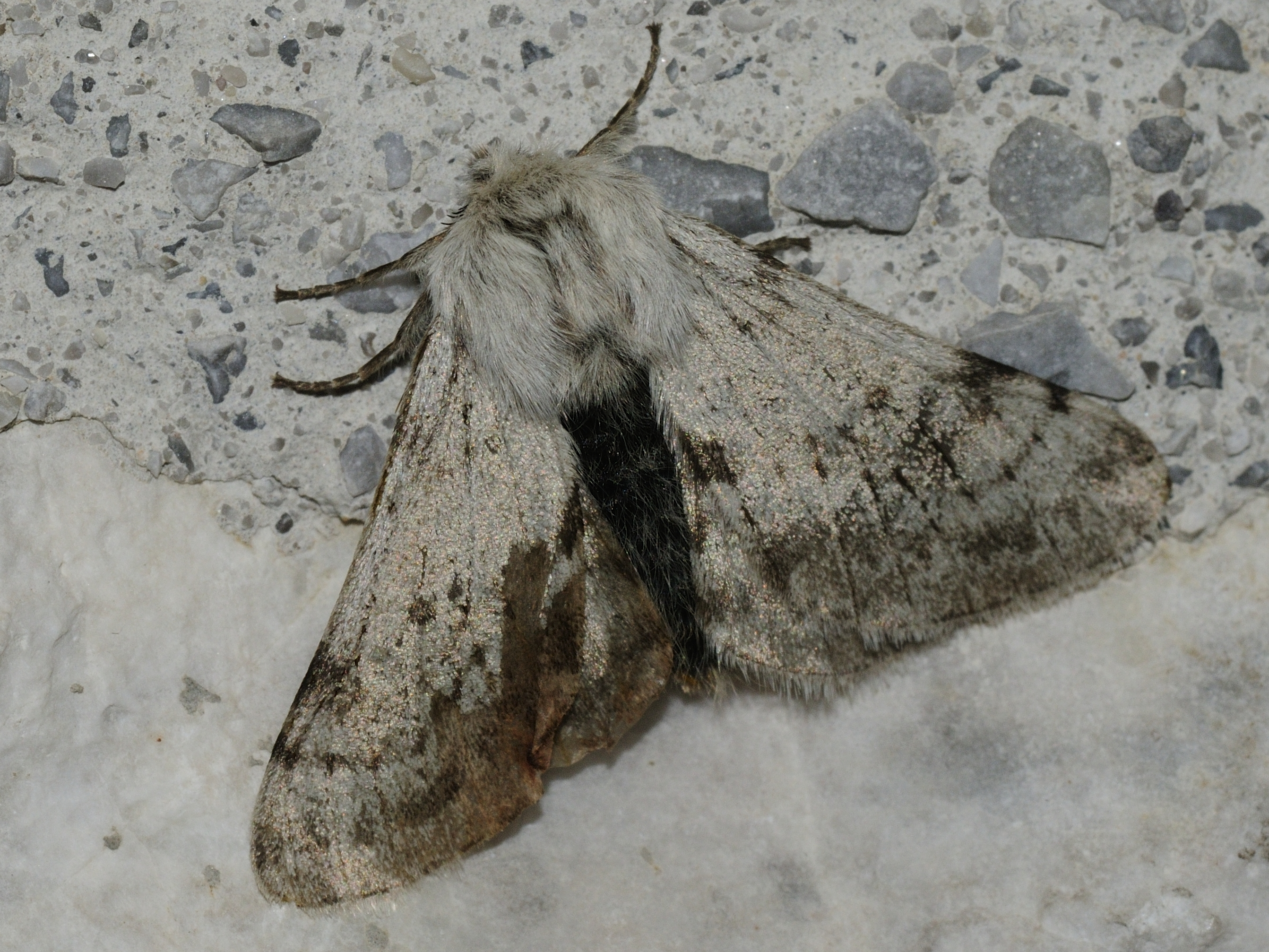
Lycia alpina
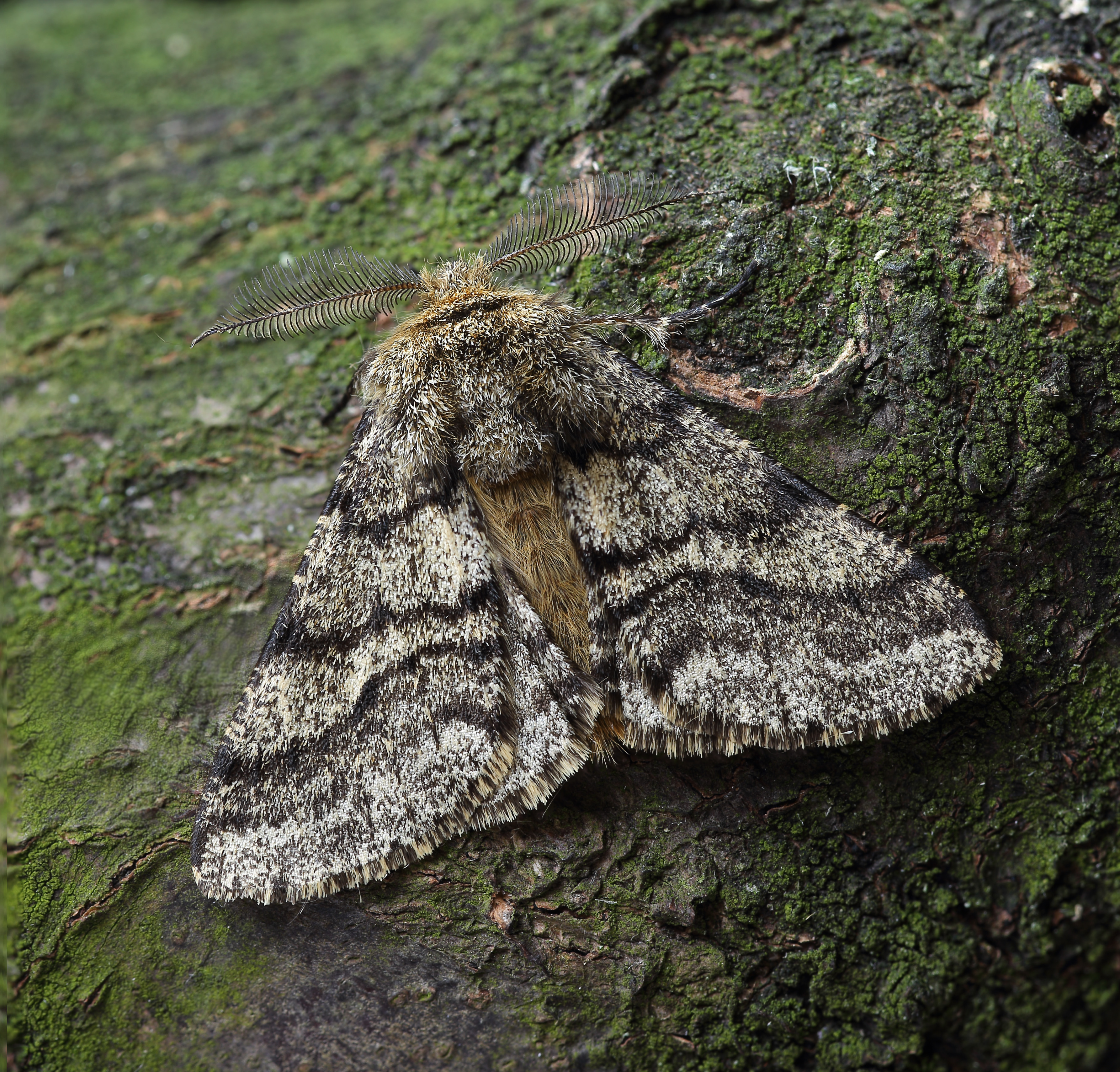
Lurvig vintermätare, Lycia hirtaria
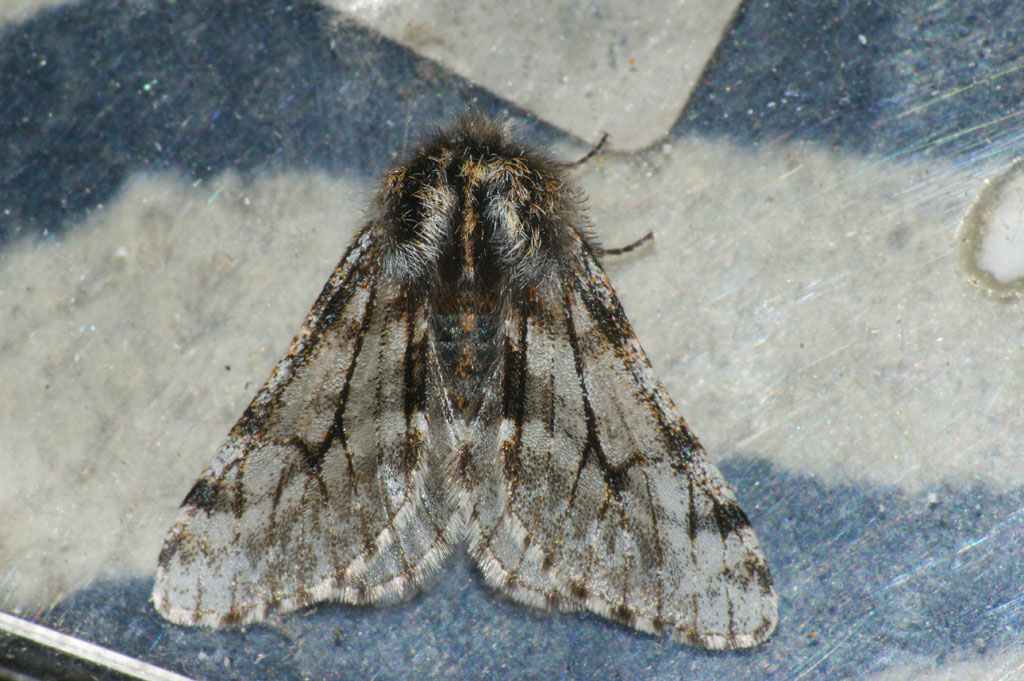
Björkvintermätare, Lycia pomonaria
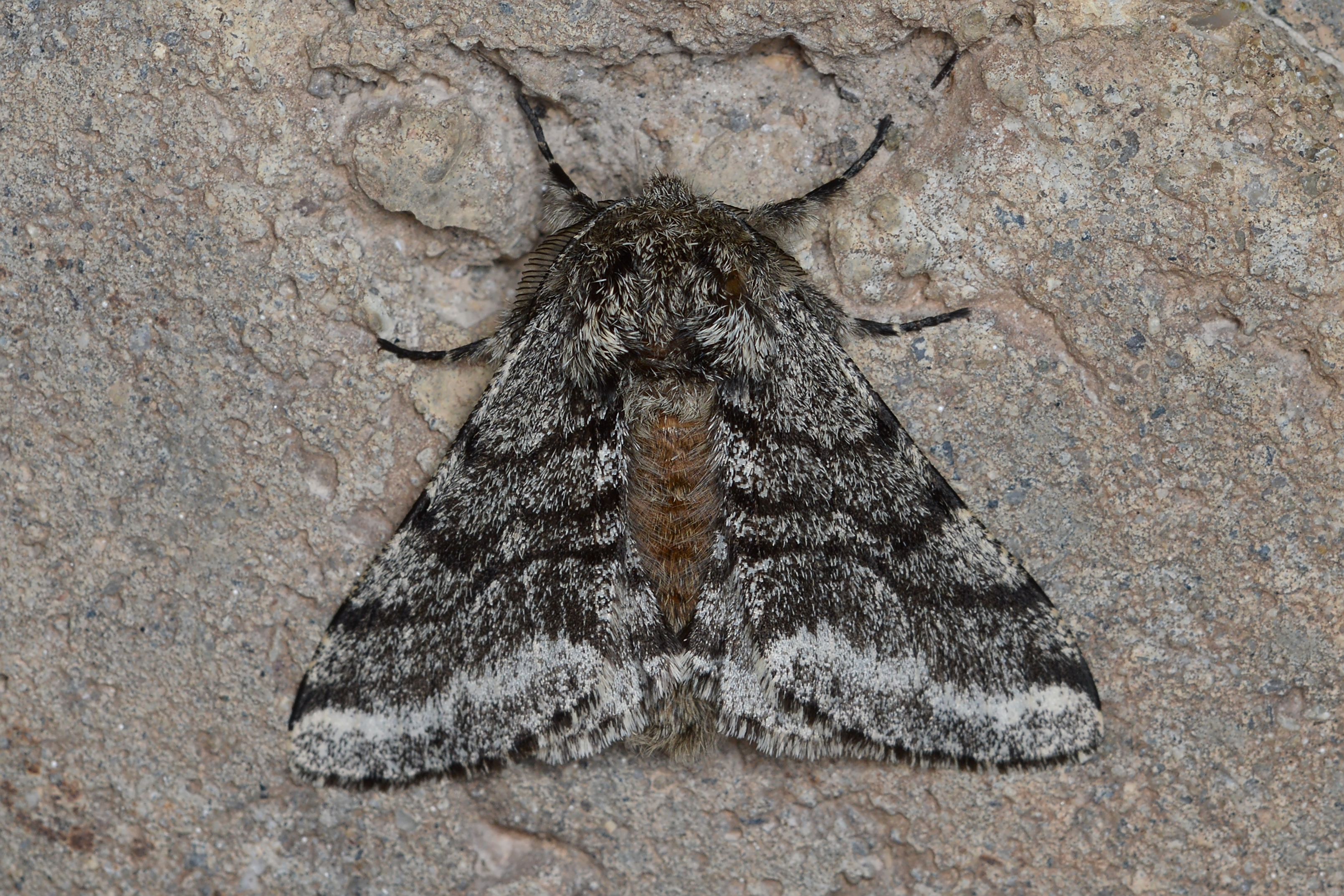
Lycia ursaria
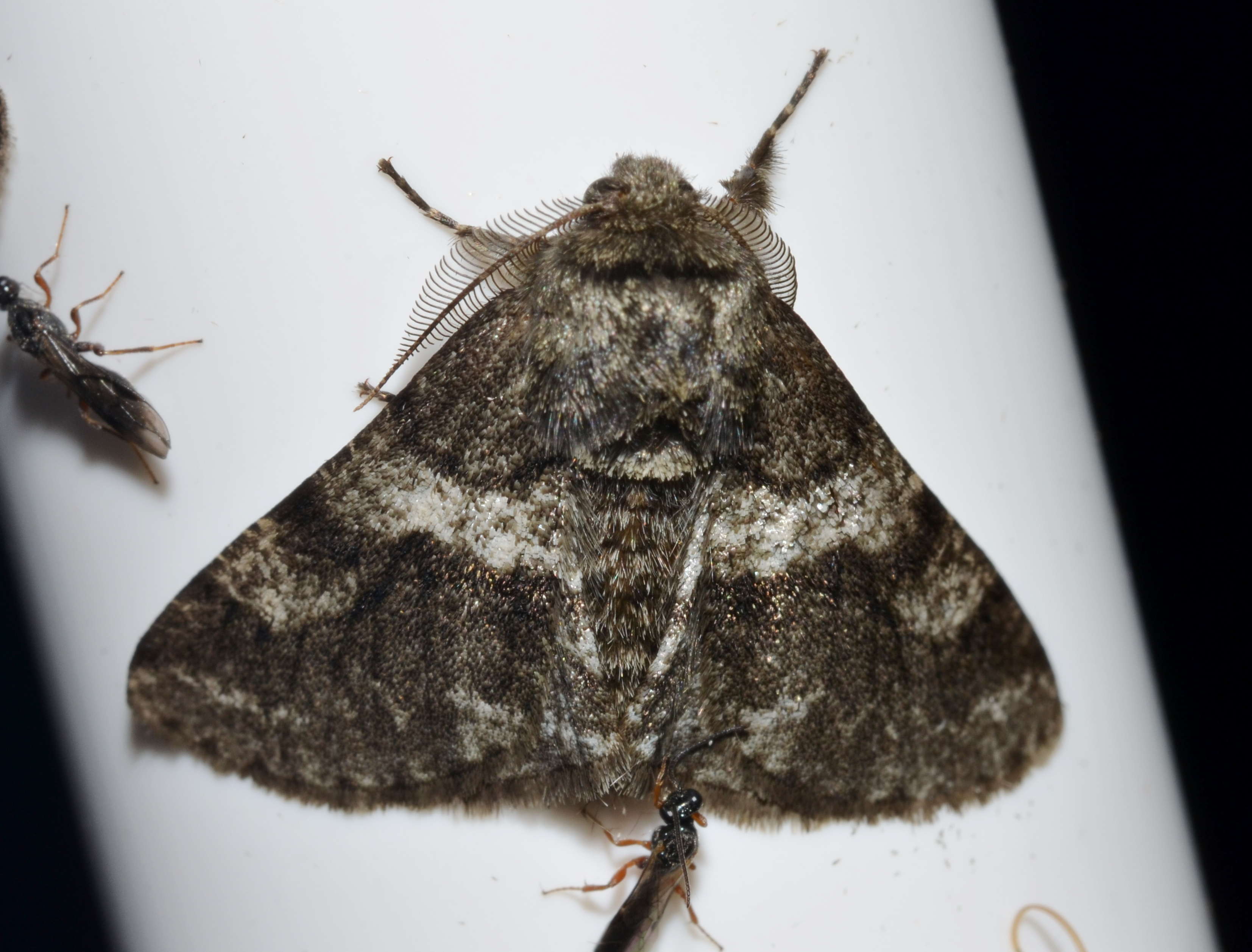
Lycia ypsilon
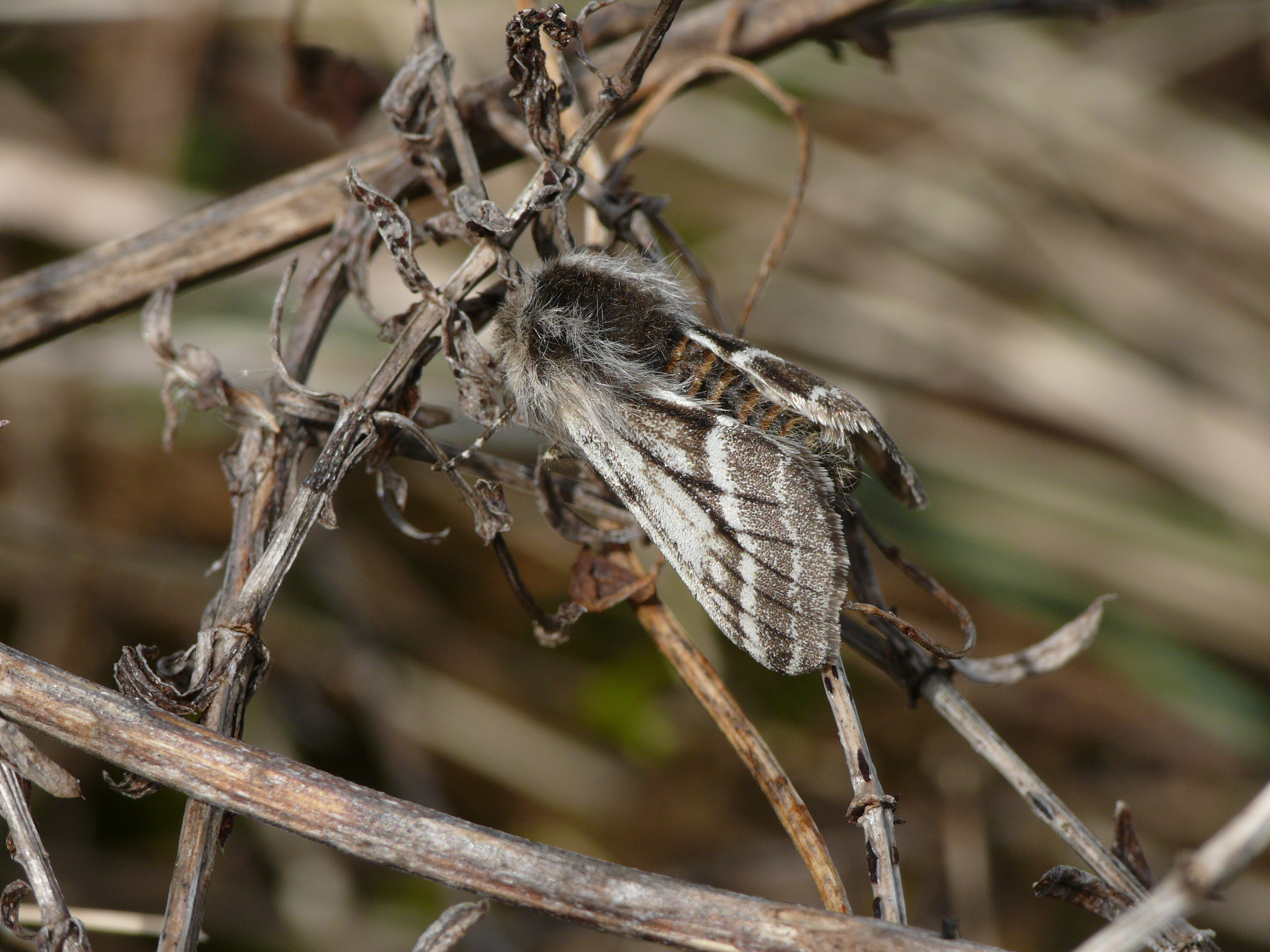
Hedvintermätare, Lycia zonaria